# Andreas Blinkenberg
Andreas Blinkenberg, född 13 februari 1893, död 22 februari 1982, var en dansk filolog. Han var brorson till Christian Blinkenberg.
Blinkenberg blev efter studier bland annat Köpenhamn, Frankrike och Italien professor i franska språket vid Aarhus universitet 1934, professor i romansk filologi 1941 och var 1937-1940 universitetets rektor. Bland Blinkenbergs skrifter märks doktorsavhandlingen Ernest Renan (1923), L'ordre des mots en français moderne (2 band, 1928-1933), dialektundersökningen Les patois d'Entraunes (2 band, 1939-1940), Dansk-fransk ordbog (1937, tillsammans med M. Thiele).

## Utmärkelser
- Riddare av Dannebrogorden,  1938[5]
- Hedersdoktor vid Dijons universitet,  1946[6][4]
- Riddare av första klass av Dannebrogorden,  1953[5]
- Kommendör av Dannebrogorden,  1962[5]

[Redigera Wikidata]